# 全氟乙胺
全氟乙胺是一种有机化合物，化学式为C2F7N。在氟化铯存在下，它可由三氟化氮和四氟乙烯加热反应制得，或通过三氟乙腈和氟气在−78 °C下反应得到。它可以在溶液中被碘化物还原。